# Dmitrij Ipatov
Dmitrij Gennad'evič Ipatov (in russo Дмитрий Геннадьевич Ипатов?; Magadan, 30 giugno 1984) è un ex saltatore con gli sci russo.
Nelle liste FIS è registrato come Dimitry Ipatov.

## Biografia
In Coppa del Mondo esordì il 30 novembre 2003 a Kuusamo (41°).
In carriera prese parte a due edizioni dei Giochi olimpici invernali, Torino 2006 (19° nel trampolino normale, 27° nel trampolino lungo, 8° nella gara a squadre) e Vancouver 2010 (46° nel trampolino normale, 47° nel trampolino lungo, 10° nella gara a squadre), a due dei Campionati mondiali (5° nella gara a squadre dal trampolino normale a Oberstdorf 2005 il miglior risultato) e a quattro dei Mondiali di volo (7° nella gara a squadre a Planica 2004 e a Taupltiz 2006 i migliori risultati).

## Palmarès

### Universiadi
- 2 medaglie:
  - 1 oro (trampolino normale a Torino 2007)
  - 1 bronzo (trampolino lungo a Torino 2007)

### Coppa del Mondo
- Miglior piazzamento in classifica generale: 21º nel 2007